# Bogotá
Bogotá (Bogotá, D.C. er det officielle navn, hvor D.C. står for "Distrito Capital", der betyder "hovedstadsdistriktet". Byen kaldes også Santa Fe de Bogotá), er Colombias hovedstad, samt den arealmæssigt og befolkningsmæssigt største by i landet med 8.034.649(2024) indbyggere.  Byen ligger i 2.640 meters højde over havoverfladen og er dermed den tredjehøjest beliggende hovedstad i verden.
Byen rummer bl.a. El Museo del Oro, der har en af verdens største samlinger af guldgenstande.

## Historie
Navnet kommer fra ordet  Bacata i chibcha-sproget. Bogotásletten var befolket af muiscanfolket, før spanierne grundlagde byen i 1538. Byens spanske navn var Santa Fe (hellig tro). Da der findes flere Santa Fe i USA, kaldes byen "den Bogota", (i Bogota), efter sletterne.
I 1550 blev byen grundlagt af den spanske kolonimagt, og det nuværende Santa Fe blev hovedstad i Ny Granada.
I 1810 startede et oprør mod den spanske kolonimagt. Santa Fe blev hovedstad i republikken Ny Granada og senere til republikken Colombia (Storcolombia). Santa Fe blev omdøbt til Bogotá.
I 1948 blev byen ramt af nok de værste optøjer i Latinamerikas historie. Store dele af byen blev hærget af vrede menneskemængder efter mordet på den populære politiker Jorge Eliécer Gaitan. Et eksempel på de enorme sociale problemer, som også senere har påvirket Bogota.